# Polyarthra major
Polyarthra major is een raderdiertjessoort uit de familie Synchaetidae. De wetenschappelijke naam van deze soort is voor het eerst geldig gepubliceerd in 1900 door Burckhardt.